# Zakros
Zakros (Grieks: Ζάκρος) is een dorp op het Griekse eiland Kreta, in de gemeente Siteia. In 2001 had de plaats 955 inwoners.
In de Minoïsche periode, dus voor 1200 v.Chr., was de beschermde ligging bij een baai aan de oostkust van strategisch belang. De toenmalige stad was een centrum voor de handelsvaart in het oostelijk Middellandse Zeegebied, wat te zien is aan de ruïnes van het Paleis van Zakros. Over land was Zakros vrijwel alleen te bereiken via een nauwe kloof met grotten. Die werden als begraafplaats gebruikt, vandaar de naam Dal der doden. Zakros werd rond het eind van de Minoïsche tijd grotendeels verlaten en het heeft nooit meer een belangrijke rol vervuld.
Sinds 2025 staat de archeologische site op de Unesco-Werelderfgoedlijst als een van de Minoïsche paleiscentra.

## Bestuur
Bestuurlijk valt Zakros onder de deelgemeente (dimotiki enotita) Itanos, die deel uitmaakt van de fusiegemeente (dimos) Siteia. Deze plaatsen liggen in de regio Lassithi, die tot 2011 een eigen bestuur had, maar opgegaan is in de Griekse bestuurlijke regio (periferia) Kreta.

## Geologie en geografie
De omgeving is rijk aan neogeen kalksteen en aan leisteen en marmer. Verder is er kwartair zandsteen gevormd uit zand dat door de wind aangevoerd is. Het kalksteen dagzoomt hier en daar gelig, maar de rotsen aan de kust zijn grijs tot grijsblauw. De karstgrotten in het Dal der doden zijn ontstaan door waterophoping boven ondoordringbare lagen van vooral leisteen. De grotten gaan daardoor niet de diepte in, maar kunnen wel uitgestrekt zijn. 

## Archeologie
In sommige archeologische publicaties wordt de plaats aangeduid als Zakro. Hoewel over de ruïnes van Zakros al in 1865 geschreven was, werden ze pas rond het begin van de twintigste eeuw onderzocht. Pas in 1961 werden de ruïnes gevonden van het paleis dat het dorp bekend heeft gemaakt.

### Travels and Researches in Crete
De Britse geoloog, hydrograaf en viceadmiraal Thomas Abel Brimage Spratt wijdt in zijn boek Travels and Researches in Crete een hoofdstuk aan Zakros, door hem Zakro genoemd. De baai, die 800 meter breed en lang is, is een goede en beschutte ankerplaats tussen ruige en onherbergzame rotsen, zodat de plaats alleen via de haven aan te varen is. Ook over land is er maar een manier om Zakros te bereiken: via het Dal der doden en de aansluitende vallei, die naar het noorden loopt en uitkomt bij het noordelijk deel van de oostkust.

### Paleis van Zakros
Zakros is bekend vanwege de archeologische opgraving van een Minoïsch paleis dat, zoals veel bouwwerken van deze cultuur, opgericht is in de buurt van groeven waar de  bouwmaterialen gewonnen werden. 

## Dal der Doden
Op wandelafstand ligt het Dal der Doden, een wandelroute voor toeristen en onderdeel van de Wandelroute E4 die van Portugal naar Cyprus loopt. In de Minoïsche tijd werden hier de doden begraven, Veel grotten die in de wanden van de kloof zijn in de Minoïsche tijd gebruikt als begraafplaatsen.

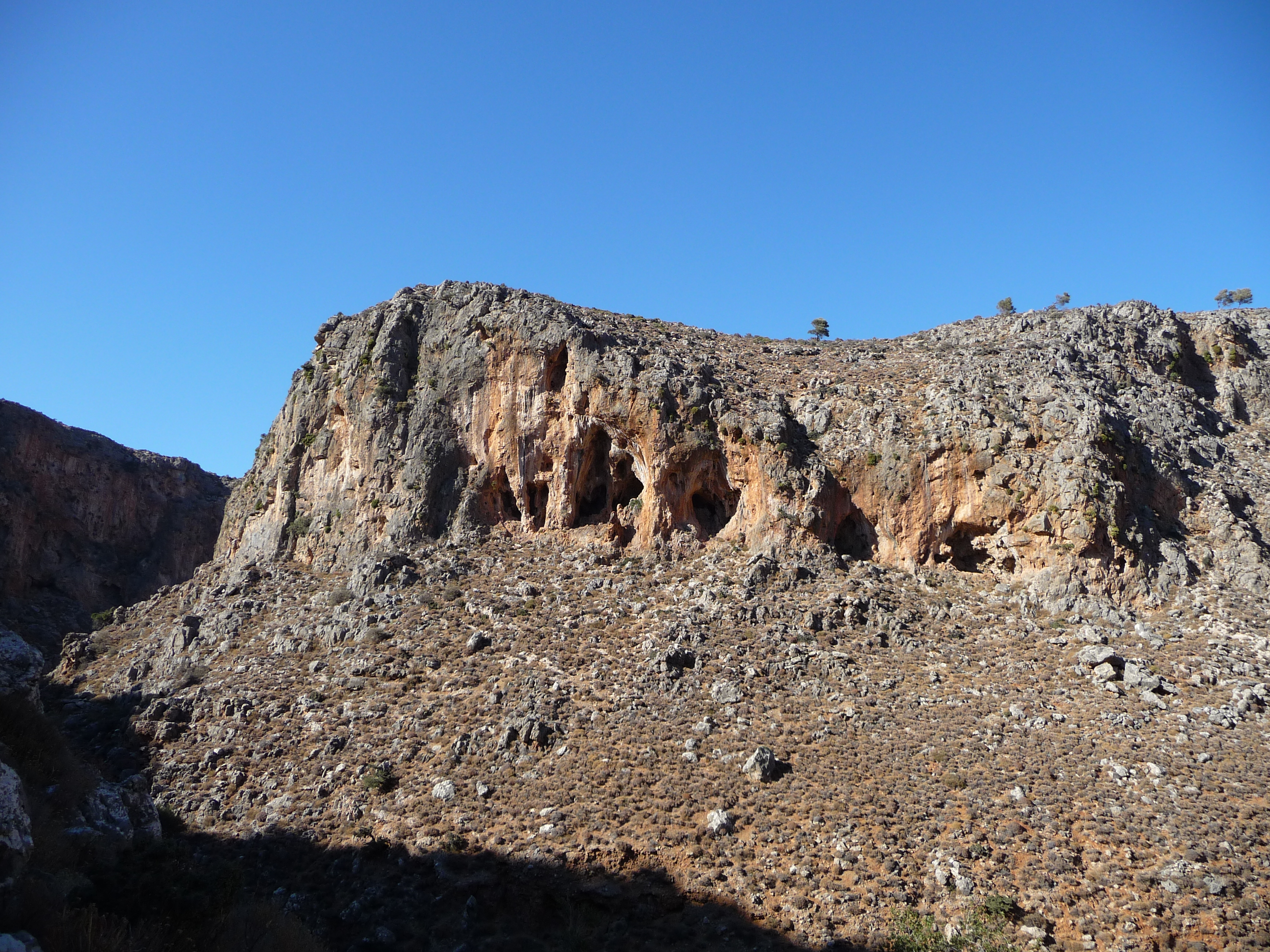
Het Dal der Doden

Akropolis van Athene · Oude stad Corfu · Historisch centrum met klooster van de Heilige Johannes "de Theoloog" en grot van de Apocalyps op het eiland Patmós · Tempel van Apollon Epikourios · Athos · Delos · Delphi · Heiligdom van Asklepios in Epidaurus · Vroeg-christelijke en byzantijnse monumenten in Thessaloniki · Kloosters van Dafni, Osios Loukas en Nea Moni · Meteora · Middeleeuwse stad Rhodos · Archeologisch Mycene en Tiryns · Archeologisch Mystras · Archeologisch Olympia · Pythagoreion en Heraion van Samos · Archeologische site van Aigai · Archeologische site van Philippi · Minoïsche paleiscentra: Knossos, Phaistos, Malia, Zakros, Zominthos, Kydonia